# Corporate Identity
Corporate Identity oder kurz CI (von engl. corporation für ‚Gesellschaft‘, ‚Firma‘ und identity für ‚Identität‘) ist die Gesamtheit der Merkmale, die ein Unternehmen kennzeichnet und es von anderen Unternehmen unterscheidet. Die Corporate Identity ist damit das Selbstbild des Unternehmens, nicht zu verwechseln mit dem Fremdbild (Corporate Image). Im Kontext von sozialen Gruppen sowie Non-Profit-Organisationen wird der Begriff Cooperative identity verwendet.

## Definition
Die Summe der Charakteristiken eines Unternehmens repräsentiert die Corporate Identity. Das Konzept der CI beruht auf der Annahme, dass Unternehmen als soziale Systeme wie Personen wahrgenommen werden und ähnlich handeln können. Insofern wird dem Unternehmen eine quasi menschliche Persönlichkeit zugesprochen, beziehungsweise wird es als Aufgabe der Unternehmenskommunikation angesehen, dem Unternehmen zu einer solchen Identität zu verhelfen. Die Identität einer Person ergibt sich für den Beobachter normalerweise aus der optischen Erscheinung sowie der Art und Weise zu sprechen und zu handeln. Betrachtet man ein Unternehmen als einen personalen, psychisch reifen Akteur, so lässt sich seine Identität mit einer Strategie konsistenten Handelns, Kommunizierens und visuellen Auftretens vermitteln. Ergeben diese komplementären Teile ein einheitliches Ganzes, entsteht eine stabile Wahrnehmung dieses Akteurs mit einem spezifischen Charakter, die Corporate Identity.
Corporate Identity kennzeichnet nach Helmut Schmitt-Siegel die Persönlichkeit eines Unternehmens mit einem von innen nach außen heraustretenden Selbstverständnis, basierend auf einem Handlungskonzept für ein sichtbar gelebtes Wertesystem oder den Aufbau einer ausgeprägten Unternehmenskultur (vgl. auch Thomas J. Peters/Robert W. Waterman).

„Corporate Identity ist der Prozess, durch den kulturelle Identität entsteht und weiterentwickelt wird […] wenn die Unternehmenskultur eigenständig, konkret und sinnstiftend ausgeprägt ist und mit ihren Ausdrucksformen eine authentische Ganzheit bildet“

## Bereiche
Oft werden verschiedene Bereiche der Corporate Identity unterschieden:
Corporate BehaviourCorporate Behaviour, kurz CB, beschreibt das Verhalten gegenüber der Öffentlichkeit und den Anspruchsgruppen (Kunden, Lieferanten, Partnern, Mitarbeiter). Sie zeigt sich unter anderem im Finanzgebaren (monetär), der Mitarbeiterführung, im realen Umgangston (nichtmonetär) und in der Reaktion auf Kritik. Corporate Behaviour ist die Beschreibung des Verhaltens eines Unternehmens von außen. Oft gibt es eine Diskrepanz zwischen Eigensichtweise, Leitlinien eines Unternehmens und den realen Handlungsweisen.
Corporate CommunicationCorporate Communication, kurz CC, umfasst die gesamte Unternehmenskommunikation – sowohl nach innen als auch nach außen. Corporate Communication findet Anwendung bei Werbemaßnahmen, in der Öffentlichkeitsarbeit und bei unternehmensinterner Kommunikation. Durch sie soll ein einheitliches Erscheinungsbild vermittelt und das damit verbundene Image verstärkt werden.
Corporate CultureCorporate Culture beschreibt die Objekt- und Verhaltensebene des Unternehmens und bildet damit eine Konkretisierung der Unternehmensphilosophie.
Corporate DesignUnter Corporate Design, kurz CD, wird die visuelle Identität verstanden. Corporate Design findet Anwendung u. a. bei der Gestaltung von Firmenzeichen (Unternehmenslogo, Firmensignet), Corporate Wear (Arbeitskleidung), Briefbögen, Visitenkarten, Onlineauftritten, der Corporate Architecture der Betriebsgebäude, Farbgebung. Eine Ausweitung erfährt Corporate Design zunehmend durch weitere sinnlich wahrnehmbare Merkmale wie dem akustischen Auftritt (Audio-Branding oder Corporate Sound) oder dem olfaktorischen Auftritt (Corporate Scent).
Corporate LanguageDie Corporate Language, kurz CL, bezeichnet eine gezielte, spezifische Sprachebene, die im Unternehmen genutzt wird.
Corporate PhilosophyDie Corporate Philosophy, kurz CP, beinhaltet das Selbstverständnis des Unternehmensgründers und spiegelt seine ursprünglichen Intentionen wider. Sie bildet damit eine grundlegende Sinn- und Werteebene des Unternehmens mit Informationen zu Werten, Normen und Rollen.
Corporate SoulDie Corporate Soul, kurz CS.
In der Praxis werden diese Bereiche nicht scharf voneinander getrennt. Besonders getrennt wird allerdings der Begriff des Corporate Image. Das Corporate Image gehört nicht zur Corporate Identity. Es zeigt das Fremdbild des Unternehmens und die Wirkung von dessen Leistungen auf, wohingegen die Corporate Identity das Selbstbild verkörpert.
Weitere wichtige konstitutive Faktoren für die Corporate Identity sind die Unternehmensgeschichte, die Organisationsstrukturen, die Vision und das Leitbild (Ziele und Selbstverständnis). In der Umgangssprache wird fälschlicherweise häufig von CI gesprochen, wenn eigentlich nur das CD gemeint ist – im angelsächsischen Raum wird dagegen keine Unterscheidung zwischen CI und CD vorgenommen.

## Belege
1. ↑  Corporate Identity. Abgerufen am 18. November 2022.
2. ↑  in der Zeitschrift Führung + Organisation. Zitiert nach zeit.de